# Hummel
Hummel (în germană: bondarul) a fost un obuzier autopropulsat folosit de către Germania nazistă în timpul celui de-al Doilea Război Mondial, începând cu a doua jumătate a anului 1942 până la sfârșitul războiului.
Bazat pe șasiul Geschützwagen III/IV și echipat cu un obuzier de calibrul 150 mm, Hummel era denumit oficial în inventarul armatei Panzerfeldhaubitze 18M auf Geschützwagen III/IV (Sf) Hummel, Sd.Kfz. 165. Hitler a decis pe 27 februarie 1944 ca numele Hummel să nu mai fie folosit, considerând că nu este un nume demn de un vehicul de luptă.

## Proiectare

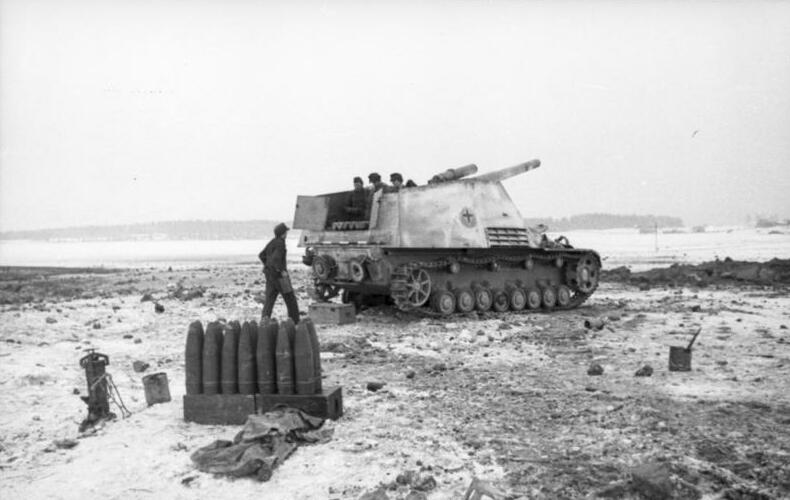
Autotun Hummel pe Frontul de Est

Hummel a fost proiectat în 1942 din cauza crizei acute de tunuri autopropulsate. În timpul Operațiunii Barbarossa, artileria germană rămânea mult în urma forțelor blindate ale Wehrmachtului. Deși armata dispunea de câteva piese de artilerie mobilă, acestea erau într-un număr mic și cu o valoare reală limitată.
Primul plan implica montarea unui tun de calibrul 10,5 cm leFH17 pe șasiul unui Panzer III, dar acesta idee a fost respinsă în favoarea montării aceluiași tun pe un șasiu de Panzer IV. Un singur prototip a fost construit după indicațiile acestea.
Testele au dovedit că era necesar un tun de un calibru mai mare. Astfel, a fost ales obuzierul de 15 cm sFH 18 L/30. Acesta trebuia să fie montat pe șasiul Geschützwagen III/IV, care prelua elemente atât de la Panzer III (transmisie și direcție), cât și de la Panzer IV (suspensie și motor). Același șasiu era folosit pentru vânătorul de tancuri Nashorn.
Hummel avea o suprastructură ușor blindată, fără plafon, care adăpostea obuzierul și echipajul. Motorul a fost mutat spre centrul șasiului pentru a face loc acestor modificări. Modelele ulterioare aveau structura interioară ușor schimbată pentru a face loc radistului și mecanicului conductor.

## Variante
Fiindcă Hummel nu putea transporta decât un număr limitat de lovituri, 150 de șasiuri au fost construite special pentru a transporta muniția necesară. Acestea au fost denumite Munitionsträger Hummel și erau practic modelul original, însă fără obuzier și cu rasteluri pentru muniție special montate. La nevoie, vehiculele de transport puteau fi dotate cu obuzierul de 15 cm, acesta putând fi montat chiar pe câmpul de luptă. În total, au fost fabricate 714 de obuziere autopropulsate Hummel.

## Utilizare
Prima dată când Hummel a fost folosit în număr mare a fost în timpul bătăliei de la Kursk. 100 de tunuri Hummel au fost disponibile atunci în cadrul diviziilor blindate Panzer. O baterie Panzerartillerie Abteilungen era formată din 6 Hummel și un vehicul de transport al muniției.

## Utilizare în România
Armata Română a primit un singur Hummel din stocurile sovietice la sfârșitul celui de-al Doilea Război Mondial. Tunul autopropulsat a fost folosit de către Regimentul 2 Care de Luptă. Vehiculul a fost denumit oficial de Hummel TAs, având numărul de înregistrare U069009. Autotunul nu putea fi folosit fiindcă îi lipsea închizătorul tunului. Totuși, el a participat în 1946 la parada militară de ziua națională a Regatului României din București, fiind inscripționat cu însemnele Armatei Române.